# Monroe County (Alabama)
Monroe County ist ein County im US-Bundesstaat Alabama. Der Sitz der Countyverwaltung (County Seat) befindet sich in Monroeville. Das County gehört zu den Dry Countys, was bedeutet, dass der Verkauf von Alkohol eingeschränkt oder verboten ist.

## Geographie
Das County liegt im Südwesten von Alabama. Es ist im Süden etwa 50 km von der Nordgrenze Floridas und im Westen etwa 80 km von Mississippi entfernt und hat eine Fläche von 2679 Quadratkilometern, wovon 22 Quadratkilometer Wasserfläche sind. Es grenzt im Uhrzeigersinn an folgende Countys: Wilcox County, Butler County, Conecuh County, Escambia County, Baldwin County und Clarke County.

## Geschichte
Monroe County wurde am 29. Juni 1815 von Gouverneur David Holmes vom Mississippi-Territorium gebildet. Die erste Bezirkshauptstadt war Fort Clairborne. 1832 wurde es dann Monroeville. Benannt wurde das County nach dem fünften Präsidenten der Vereinigten Staaten, James Monroe. Monroe diente als Offizier im Amerikanischen Unabhängigkeitskrieg und war Delegierter auf dem Kontinentalkongress sowie Senator und Gouverneur von Virginia. Nachdem er als Kriegs- und Außenminister im Kabinett Madison fungierte, wurde er schließlich dessen Nachfolger im Amte.

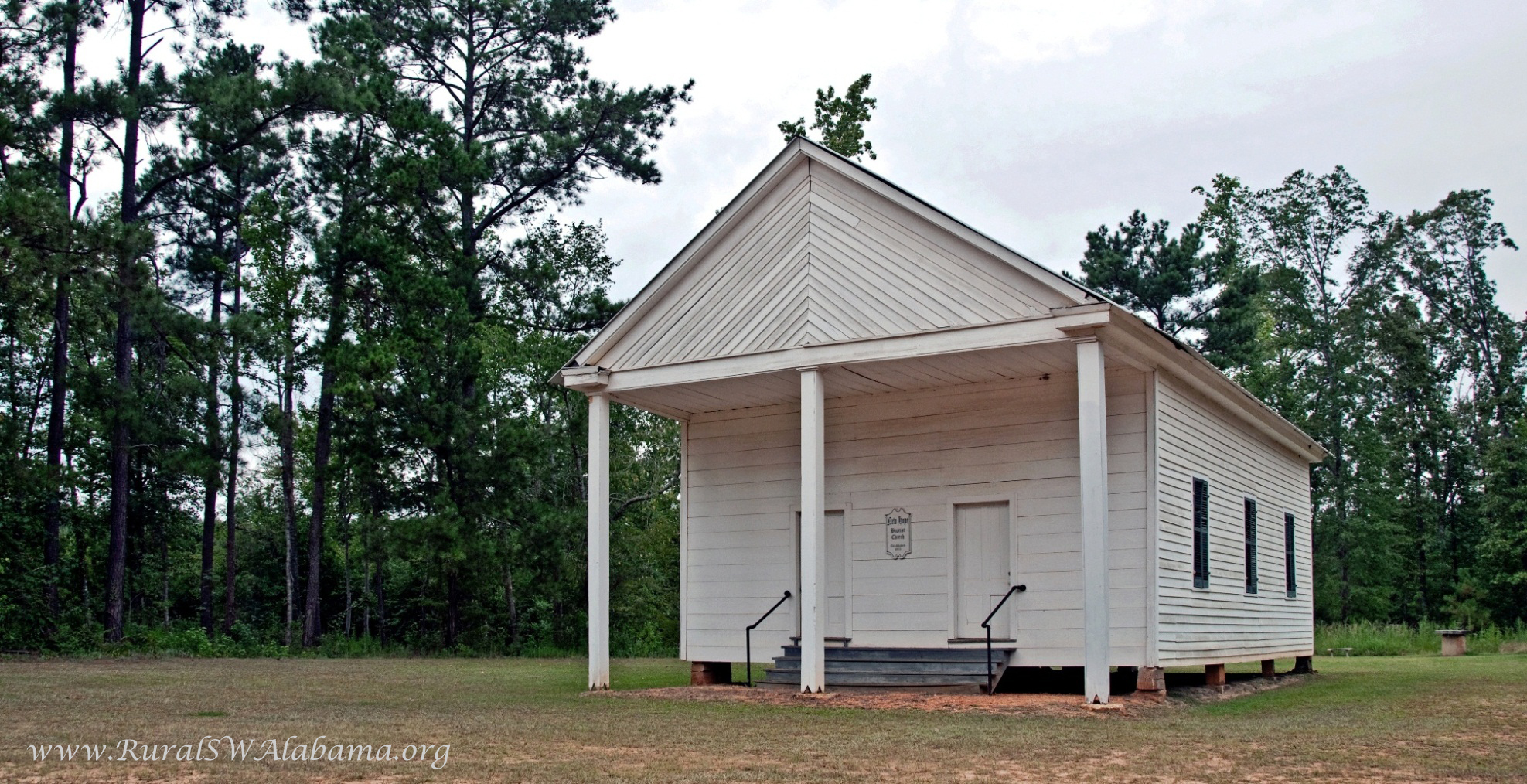
New Hope Baptist Church (2011)

Fünf Bauwerke und Stätten im County sind im National Register of Historic Places (NRHP) eingetragen (Stand 5. April 2020), darunter das Old Monroe County Courthouse, der Monroeville Downtown Historic District und die New Hope Baptist Church.

## Demographische Daten

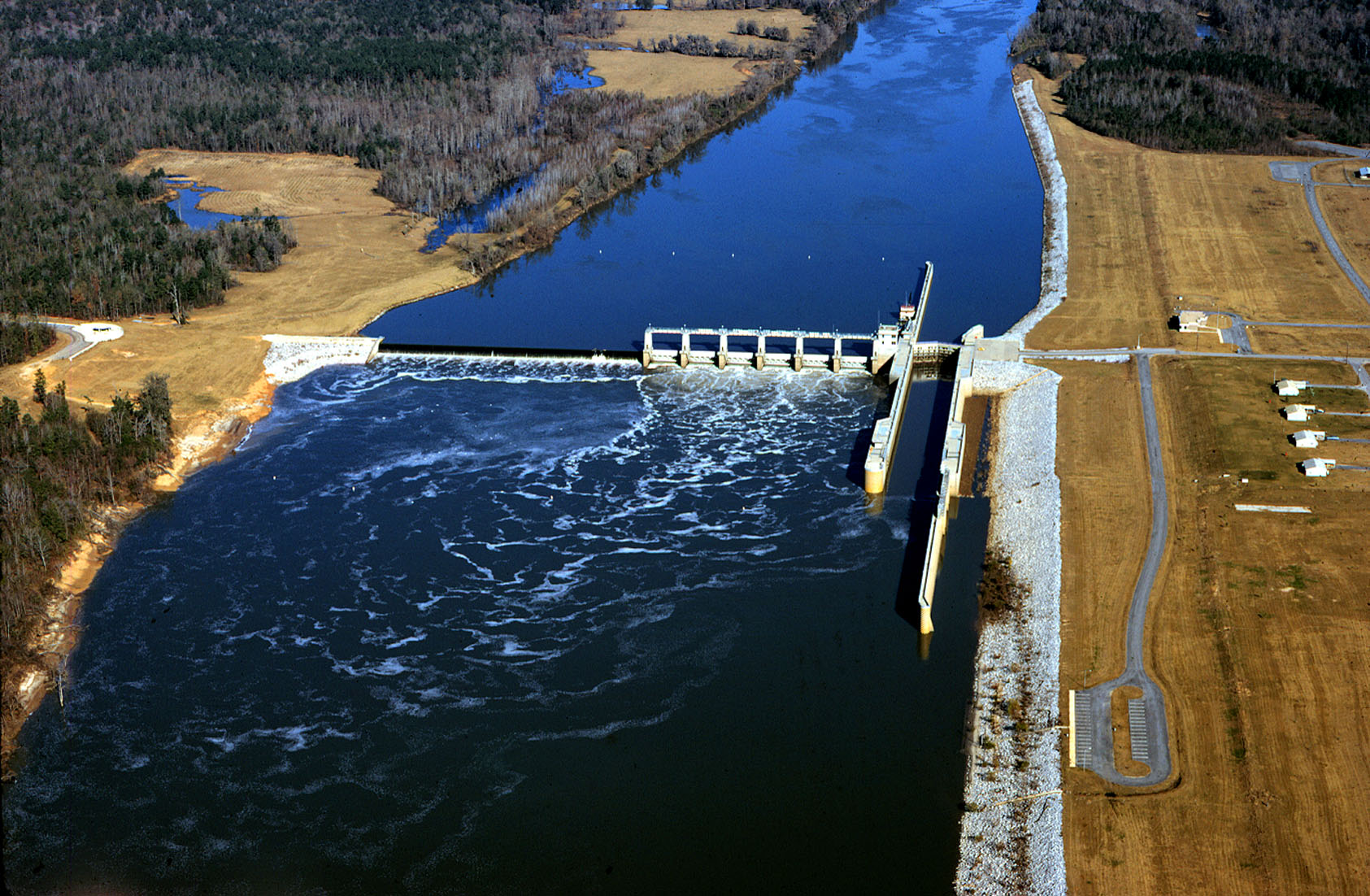
Luftaufnahme des Claiborne Dam mit Schiffsschleuse im Alabama River

Nach der Volkszählung im Jahr 2000 lebten im Monroe County 24.324 Menschen. Davon wohnten 241 Personen in Sammelunterkünften, die anderen Einwohner lebten in 9.383 Haushalten und 6.774 Familien. Die Bevölkerungsdichte betrug 9 Einwohner pro Quadratkilometer. Ethnisch betrachtet setzte sich die Bevölkerung zusammen aus 57,75 Prozent Weißen, 40,07 Prozent Afroamerikanern, 0,97 Prozent amerikanischen Ureinwohnern, 0,29 Prozent Asiaten, 0,01 Prozent Bewohnern aus dem pazifischen Inselraum und 0,13 Prozent aus anderen ethnischen Gruppen; 0,79 Prozent stammten von zwei oder mehr Ethnien ab. 0,78 Prozent der Bevölkerung waren spanischer oder lateinamerikanischer Abstammung.
Von den 9.383 Haushalten hatten 35,6 Prozent Kinder und Jugendliche unter 18 Jahren, die bei ihnen lebten. In 52,3 Prozent lebten verheiratete, zusammen lebende Paare, 16,1 Prozent waren allein erziehende Mütter, 27,8 Prozent waren keine Familien, 25,7 Prozent aller Haushalte waren Singlehaushalte und in 11,1 Prozent lebten Menschen im Alter von 65 Jahren oder darüber. Die Durchschnittshaushaltsgröße betrug 2,57 und die durchschnittliche Familiengröße betrug 3,09 Personen.
28,3 Prozent der Bevölkerung waren unter 18 Jahre alt, 8,6 Prozent zwischen 18 und 24, 26,8 Prozent zwischen 25 und 44, 22,5 Prozent zwischen 45 und 64 und 13,8 Prozent waren 65 Jahre oder älter. Das Durchschnittsalter betrug 35 Jahre. Auf 100 weibliche Personen kamen 90,8 männliche Personen und auf Frauen im Alter von 18 Jahren und darüber kamen 86,4 Männer.
Das jährliche Durchschnittseinkommen eines Haushalts betrug 29.093 USD, das Durchschnittseinkommen einer Familie 34.569 USD. Männer hatten ein Durchschnittseinkommen von 31.096 USD, Frauen 18.767 USD. Das Prokopfeinkommen betrug 14.862 USD. 18,2 Prozent der Familien und 21,3 Prozent der Einwohner lebten unterhalb der Armutsgrenze.

## Orte im Monroe County
- Axle
- Beatrice
- Buena Vista
- Burnt Corn
- Chestnut
- Chrysler
- Claiborne
- Drewry
- Eliska
- Excel
- Finchburg
- Fountain
- Franklin
- Frisco City
- Goodway
- Halls Crossroads
- Hybart
- Jeddo
- Keith
- Manistee
- Megargel
- Mexboro
- Mexia
- Mexia Crossing
- Midway
- Mineola
- Monroeton
- Monroeville
- Mount Pleasant
- Nadawah
- Natchez
- Old Texas
- Ollie
- Packards Bend
- Palmers Crossroads
- Perdue Hill
- Peterman
- Pine Orchard
- Pineville
- Ramah
- Renson
- Riley
- River Ridge
- Scotland
- Scratch Ankle
- Skinnerton
- Tinela
- Tunnel Springs
- Turnbull
- Uriah
- Vredenburgh
- Wainwright
- West Monroeville